# Mindszenthy Antal
Mindszenthy Antal (Komárom, 1786. augusztus 25. – Komárom, 1859 körül) megyei táblabíró, író.

## Élete
Mindszenthy Sámuel református lelkész és Thaly Klára fiaként született. Édesapja kereskedői pályára nevelte; azonban olvasási szenvedélye annyira nagy volt, hogy amikor a borkereskedés közben külföldre utazott, folyton olvasott és e miatt kereskedését elhanyagolta. Amikor sikertelen lett, Komáromba visszaköltözött és elvonultan élt.
Az édesapjától rá maradt könyveket többször átolvasta és az 1836-ban alakult Komáromi casino könyvtárnoka volt, egyben viselte a komárommegyei táblabírói tisztséget is. 1859 körül hunyt el Komáromban.
Felesége Madari Klára, gyermekeik Kálmán adótiszt, épületfakereskedő és Emma. Komáromi házuk az egykori Thaly kúria a Huszár utcában (ma Thaly Kálmán utca) az 1219. szám alatt volt, melyet azonban a város 1861-ben, Kálmán anyagi gondjai miatt elárvereztetett.

## Művei
Folyóiratcikkei a Tudományos Gyűjteményben (1830-1831. A' Marokkói Császárság, és az afrikai Algier, Tunis, Tripolis, és Barca státusok le írása. TGy, 14-15/2; 1831. I. Az ó- és új-budai szőllők, VII. Némely bodrogközi szóknak följegyzése s magyarázatja, X., XI. és 1832. V., VI. Egy fordulás az Alföldön); és a Sasban (1831., VIII. Hazafiúi észrevétel, 1831. Kisétálás Posonból az austriai határra; 1832-1833. XII-XIV. Magyarország földének és a hozzá tartozó tartományoknak történetei Szent-Istvánig) jelentek meg.
- Édesapja halála után annak sajtó alá rendezett munkáját a Ladvocat Historia dictionariumának két pótkötetét (VII. és VIII.) kiadta és ebben édesapja életrajzát is megírta (Komárom, 1808-1809).
- kéziratban maradt:
  - Egy fordulás az Alföldön (berekesztés);
  - A magyarországi templariusokról (1831-1834, 54 levél).

- 2020 Egy fordulás az Alföldön. Kecskemét. (szerk. Pánya István)